# Liste der Bodendenkmäler in Mering
Auf dieser Seite sind die Bodendenkmäler in dem schwäbischen Markt Mering zusammengestellt. Diese Tabelle ist eine Teilliste der Liste der Bodendenkmäler in Bayern. Grundlage ist die Bayerische Denkmalliste, die auf Basis des Bayerischen Denkmalschutzgesetzes vom 1. Oktober 1973 erstmals erstellt wurde und seither durch das Bayerische Landesamt für Denkmalpflege geführt wird. Die folgenden Angaben ersetzen nicht die rechtsverbindliche Auskunft der Denkmalschutzbehörde.

## Bodendenkmäler in Mering

### Bodendenkmäler in der Gemarkung Baierberg
| Lage                 | Objekt | Akten-Nr.     | Bild |
| -------------------- | --- | ------------- | ---- |
| Baierberg (Standort) | Mittelalterliche und frühneuzeitliche Befunde im Bereich der Katholischen Filialkirche St. Kastulus. Siehe auch: Baierberg (Mering) | D-7-7732-0087 |      |

### Bodendenkmäler in der Gemarkung Kissing
| Lage               | Objekt                                                           | Akten-Nr.     | Bild |
| ------------------ | ---------------------------------------------------------------- | ------------- | ---- |
| Kissing (Standort) | Straße der römischen Kaiserzeit. Siehe auch: Römische Kaiserzeit | D-7-7631-0546 |      |

### Bodendenkmäler in der Gemarkung Mering
| Lage                                      | Objekt | Akten-Nr.     | Bild           |
| ----------------------------------------- | --- | ------------- | -------------- |
| Mering (Standort)                         | Viereckiges Grabenwerk vor- und frühgeschichtlicher Zeitstellung. Siehe auch: Grabenwerk                                                                                              | D-7-7731-0007 |                |
| Mering (Standort)                         | Siedlung oder Grabhügel vor- und frühgeschichtlicher Zeitstellung. Siehe auch: Hügelgrab                                                                                              | D-7-7731-0008 |                |
| Mering (Standort)                         | Straße der römischen Kaiserzeit. | D-7-7731-0009 |                |
| Mering (Standort)                         | Siedlung vorgeschichtlicher Zeitstellung. | D-7-7731-0011 |                |
| Mering (Standort)                         | Straßentrasse vor- und frühgeschichtlicher Zeitstellung. | D-7-7731-0058 |                |
| Mering (Standort)                         | Straßentrasse vor- und frühgeschichtlicher Zeitstellung. | D-7-7731-0061 |                |
| Mering (Standort)                         | Siedlung der Bronzezeit, Urnenfelder- und Latènezeit sowie der römischen Kaiserzeit. Siehe auch: Bronzezeit, Urnenfelderzeit, Latènezeit                                              | D-7-7731-0180 |                |
| Mering (Standort)                         | Siedlung des Jungneolithikums. Siehe auch: neolithikum | D-7-7731-0194 |                |
| Mering (Standort)                         | Siedlung der römischen Kaiserzeit. | D-7-7731-0226 |                |
| Mering Herzog-Wilhelm-Straße 8 (Standort) | Mittelalterliche und frühneuzeitliche Befunde im Bereich der Katholischen Pfarrkirche St. Michael in Mering und ihres ehemals befestigten Kirchhofs. Siehe auch: St. Michael (Mering) | D-7-7731-0275 | weitere Bilder |
| Mering Bouttevillestraße 21 (Standort)    | Mittelalterliche und frühneuzeitliche Befunde im Bereich des Schlosses Mering. Siehe auch: Schloss Mering                                                                             | D-7-7731-0276 | weitere Bilder |
| Mering Kissinger Straße 7 (Standort)      | Mittelalterliche und frühneuzeitliche Befunde im Bereich der Kapelle St. Franziskus.                                                                                                  | D-7-7731-0279 |                |
| Mering (Standort)                         | Mittelalterlicher Handwerksplatz. | D-7-7731-0297 |                |
| Mering (Standort)                         | Ringwall vor- und frühgeschichtlicher Zeitstellung. Siehe auch: Hinterer Schlossberg (Mering)                                                                                         | D-7-7732-0002 |                |
| Mering (Standort)                         | Viereckige Wall-Graben-Anlage vorgeschichtlicher Zeitstellung. | D-7-7732-0021 |                |
| Mering (Standort)                         | Siedlung der römischen Kaiserzeit, Ringwall des Frühmittelalters. Siehe auch: Vorderer Schlossberg (Mering)                                                                           | D-7-7732-0022 | weitere Bilder |
| Mering (Standort)                         | Grabhügel vorgeschichtlicher Zeitstellung. | D-7-7732-0023 |                |
| Mering (Standort)                         | Siedlung der römischen Kaiserzeit. | D-7-7732-0027 |                |
| Mering (Standort)                         | Siedlung vor- und frühgeschichtlicher Zeitstellung. | D-7-7732-0059 |                |